# Werner von Pigage

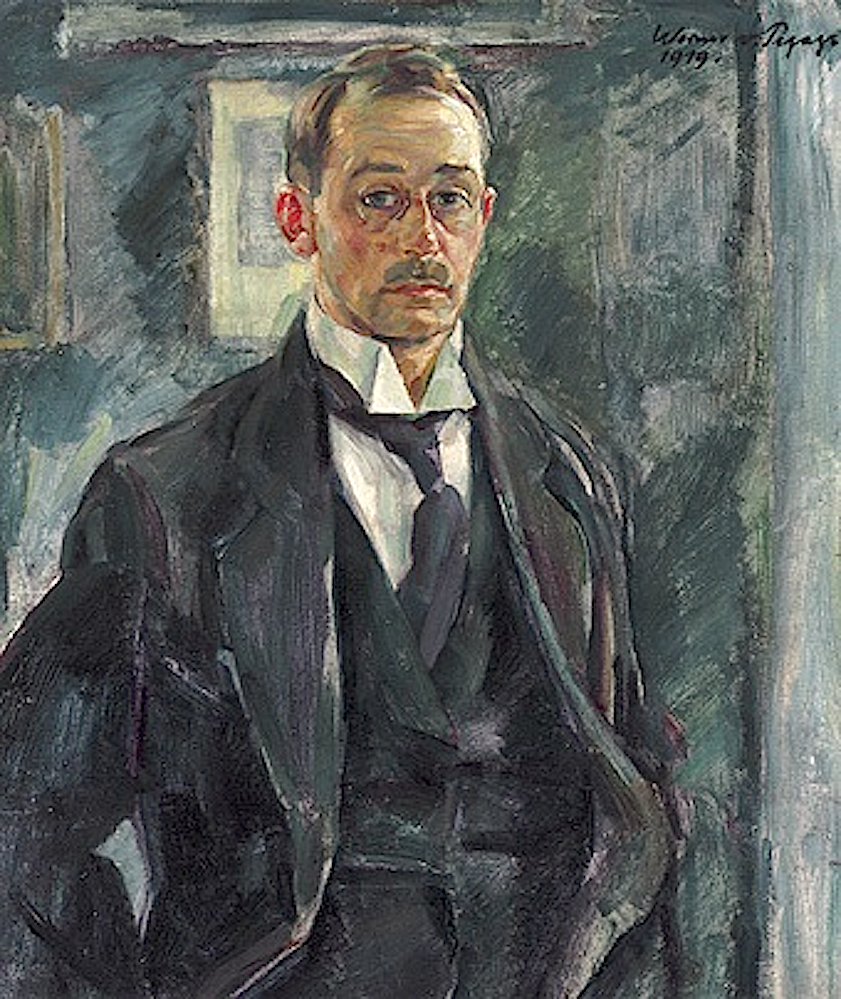
Werner von Pigage. Selbstporträt, 1919

Werner von Pigage (* 30. Januar 1888 in Breslau; † 18. April 1959 in Mannheim), mit vollem Namen: Werner Herbert Robert von Pigage, war ein deutscher Maler.

## Familie
Werner von Pigage war Sohn des Kolonialwarenhändlers Albrecht Johannes Robert von Pigage (* 1861) und von Anna Emilie Pauline, geborene Pelz. Schon als Schüler begann er zu zeichnen und zu malen.
Ein Ur-Urgroßvater von Werner von Pigage, Anselm de Pigage, war der Bruder von Nicolas de Pigage, dem Oberbaudirektor des Kurfürsten Carl Theodor von der Pfalz, der unter anderem die Schlösser und Gärten von Schwetzingen und Benrath für den Kurfürsten erbaute.
Am 10. August 1926 heiratete Werner von Pigage die Sängerin Lona O. (tatsächlicher Name laut den standesamtlichen Nachrichten Lona Klara Hertha Unterbauer, * 31. Oktober 1900; † 23. September 1986). Sie hatten zwei Kinder:
- Roman von Pigage (* 12. Dezember 1926; † 2. Februar 1946)
- Leonore von Pigage, auch: „Lore“ († 1992)

Lona O. war die Tochter von Ewald Hermann August O. (* 10. November 1875) und dessen Frau Klara. Sie lebten in Berlin. Ewald O. war Offizier im Ersten Weltkrieg.

## Werk

### Bis 1933
Werner von Pigage begann seine Ausbildung an der Akademie der bildenden Künste Breslau, um 1900 eine der führenden in Deutschland. Dort lehrten damals Arnold Busch (1876–1951), der als der Lehrer von Werner von Pigage gilt, Eduard Kaempffer (1859–1926), Adolf Kühn, Hans Poelzig – er war von 1902 bis 1916 Direktor der Akademie – und Hugo Scheinert (1873–1943). Werner von Pigage hatte keine Probleme, dort aufgenommen zu werden. Ab 1906 war er dort als Student eingeschrieben, 1910 verließ er die Akademie mit einem Abgangszeugnis als „Dekorationsmaler und Zeichner“. Ein erster größerer Auftrag war die Ausschmückung des Aula-Gebäudes der Technischen Hochschule Breslau. Werner von Pigage lebte und arbeitete anschließend in Berlin als Zeichner und Werbegrafiker.
Im Ersten Weltkrieg diente er bis 1917 im Militär und meldet dann – vermutlich nach einer Verwundung – bei den Zivilbehörden in Mannheim seinen Wohnsitz an. Er hoffte, dass er hier als Künstler durch den klangvollen Namen seines Verwandten aus dem 18. Jahrhundert gut würde Fuß fassen können, was ihm auch gelang. Szenen aus dem Schlossgarten Schwetzingen und von Gebäuden und Anlagen in Mannheim gehörten ab jetzt zu seinem ständigen Repertoire. Aber er arbeitete auch weiter als Werbegrafiker, unter anderem für Maggi. In den 1920er Jahren reiste er mindestens fünf Mal nach Italien, wo ebenfalls zahlreiche Werke entstanden.

### Im „Dritten Reich“
Da sich seine Frau in Mannheim nicht wohl fühlte, beruflich als Sängerin keinen Anschluss fand, zog die Familie 1934 nach Berlin und 1936 in dasselbe Haus, in dem auch die Schwiegereltern wohnten. Bei seinen Schwiegereltern lernte Werner von Pigage – vermutlich schon vor seinem Umzug nach Berlin – Adolf Hitler persönlich kennen. Aufgrund dieses Kontaktes gelang es Werner von Pigage schnell, auch in Berlin attraktive staatliche und private Aufträge, ein Atelier im Reichstagsgebäude und einen Auftrag zur Ausmalung eines von der Stadt Mannheim gesponserten Pavillons im olympischen Dorf zu erhalten, das für die Olympischen Spiele 1936 in Berlin errichtet wurde. Unter der Mitgliedsnummer M. 4318 wurde er in die Reichskulturkammer aufgenommen. Die Familie konnte in dieser Zeit gut von dem leben, was er als Maler verdiente. Ein zweiter Großauftrag kam von der Stadtverwaltung Charlottenburg, die ein neues Amt für Straßenreinigung errichtete und Werner von Pigage die Aufenthaltsräume für das Personal ausmalen ließ. Dagegen war er nun in Berlin zu weit vom nordbadischen Raum entfernt, um dort noch an die ihn interessierende Aufträge – etwa in Schwetzingen – heranzukommen.
Mit Beginn des Zweiten Weltkriegs wurde er zu zivilem Kriegsdienst verpflichtet, von dem er 1942 freigestellt wurde, als er den Auftrag erhielt, an der Ausgestaltung der Anlagen auf dem Obersalzberg in Berchtesgaden mitzuarbeiten, wofür er 20.000 Mark erhielt. Welche Werke er dort fertigte, ist im Einzelnen ungeklärt. Es handelte sich wahrscheinlich um Wandgemälde im Platterhof, einem Hotel, das zu der Anlage auf dem Obersalzberg gehörte, und in einem „Teehaus“. Darüber hinaus sollen auch Bilder von Pigage im Berghof selbst gehangen haben. Mit diesen Arbeiten war er bis zum Juni 1943 beschäftigt. Anschließend lebte er wieder in Berlin.

### Nach dem Zweiten Weltkrieg
Die Wohnung der Familie von Pigage lag in dem sowjetisch besetzten Teil Berlins, später Ost-Berlin. Das Entnazifizierungsverfahren durchstand er unbeschadet. Zunehmend schwieriger aber wurden die wirtschaftliche Lage und die Möglichkeit, in die westlichen Besatzungszonen zu reisen, um dort seine Kunst zu verkaufen, was nach der Währungsreform und der relativ stärkeren Kaufkraft der Deutschen Mark gegenüber der Ost-Mark für ihn attraktiver wurde. Freunde aus dem „Westen“ schickten ihm Lebensmittelpakete. Eine Übersiedlung dorthin scheiterte aber zunächst. Die Lage wurde immer schwieriger. Er wurde depressiv und begann zu trinken. Erst 1958 gelang die Ausreise, wobei er einen großen Teil seines Werkzeugs und seiner Bilder zurücklassen musste. Die Familie zog wieder nach Mannheim. Künstlerisch konnte er aber auch hier nicht mehr Fuß fassen: An die zeitgenössische Kunstszene fand er keinen Anschluss, sein hergebrachter Malstil fand kaum noch Abnehmer.